# Steven Whittaker
Steven Whittaker (ur. 16 czerwca 1984 w Edynburgu) – szkocki piłkarz występujący na pozycji obrońcy. Od 2012 roku gracz klubu Norwich City.
Piłkarz debiutował w barwach Hibernian F.C. w 2003, w sezonie 2003/2004. W tym klubie rozegrał 141 spotkań, strzelił 4 bramki. Od sezonu 2007/2008 był zawodnikiem Rangers F.C. Dla Rangers F.C. rozegrał 150 spotkań strzelił 19 goli. Od 2012 roku występuje w klubie Norwich City.
Whittaker znalazł miejsce w składzie w meczach kwalifikacyjnych do Mistrzostw Europy 2008. Debiutował na meczu przeciwko Ukrainie, przegranym przez Szkotów 0:2.